# Jerry Thomas
Jerry Thomas (1830 – 15 décembre 1885) est un barman américain. En tant que pionnier de la tradition des cocktails à travers les États-Unis, il est considéré comme le fondateur de la mixologie,

## Biographie
Thomas est né en 1830 à Sackets Harbor. Il apprit son métier à New Haven avant de s'embarquer sur un bateau lors de la Ruée vers l'or en Californie. Arrivé en Californie, il continua son métier en parallèle avec d'autres métiers dont chercheur d'or et directeur de minstrel show. Il revint à New York en 1851, où il devint patron d'un salon situé sous le Musée Américain P.T. Barnum, dont le propriétaire était Phineas Taylor Barnum, homme de spectacle américain : c'est le premier des quatre qu'il dirigea durant sa carrière new-yorkaise. Il voyagea plusieurs années d'hôtels en salons, de Saint-Louis (Missouri), Chicago (Illinois), San Francisco (Californie), Charleston et La Nouvelle-Orléans en Louisiane. Il parcourut l'Europe, donnant son spectacle avec un matériel en argent. Sa mise en scène spectaculaire lui permit de mettre au point les techniques qui deviendront plus tard célèbres sous le nom de Flair : jonglant avec ses ustensiles, jouant avec des récipients sertis de pierres précieuses, vêtu de tenues extravagantes et paré de bijoux, etc. À l’Occidental Hotel (en) de San Francisco, Thomas gagnait 100 $ par semaine, c'est-à-dire plus que le vice-président des États-Unis.
En 1862, Thomas publia le Bar-Tender’s Guide, premier livre de l'histoire concernant la mixologie publié aux États-Unis. L'ouvrage reprend et référence la tradition des mélanges alcoolisés (jusque là, la tradition était exclusivement orale) ainsi que ses propres créations. Le livre fut réédité plusieurs fois, complété de nouvelles créations ou de nouvelles boissons,. La première édition du guide contenait des cocktails tels que le Punch, le Brandy Daisy et le Sour. L'édition de 1876 incluait la première version écrite du Tom Collins,. 
Tout au long de sa carrière, Jerry ne cessa jamais de développer ses créations. La signature de Jerry Thomas, le Blue Blazer, fut développée au salon de jeux de hasard « El Dorado » à San Francisco : enflammer du whisky et le mixer en le faisant passer d'un verre à mélange à un autre, créant ainsi un arc de flammes,,. Une légende dit qu'un client est entré à l’« El Dorado » en s’écriant qu’il voulait « un feu de dieu qui va le faire trembler jusqu’au gésier ».
Il retravailla un cocktail du nom de « Martinez » pour en faire un produit qui a inspiré le martini actuel, et Jerry Thomas affirmait également avoir inventé le cocktail « Tom & Jerry » et l'avoir popularisé mais certaines sources attestent que ce mélange est antérieur à sa carrière.
Revenu de ces tournées dans sa patrie, il devient barman en chef de l'Hôtel Metropolitan avant d'ouvrir son bar sur Broadway, entre la 21e et la 22e rues, en 1866. Thomas fut le premier à faire la promotion de l'œuvre de Thomas Nast, à pendre des cadres de caricatures d'hommes politiques.
Vers la fin de sa vie, Thomas s'essaya à la spéculation à Wall Street, mais certaines erreurs d'appréciation le ruinèrent ; il fut contraint de revendre son salon de Broadway et sa considérable collection d'œuvres d'art. Il essaya à nouveau d'ouvrir un bar, pour retrouver un peu de sa gloire passée, mais son niveau de popularité ne connut aucun regain.
Il mourut d'apoplexie à New York et ses funérailles eurent un retentissement à travers tous les États-Unis. Dans sa rubrique mortuaire, le New York Times publia que Thomas avait été célèbre dans toutes les classes de la population.